# کیک سیمنل
کیک سیمنل (انگلیسی: Simnel cake) یک نوع کیک میوه پرطرفدار در بریتانیا و ایرلند است که در عید پاک و چله روزه معمولاً تهیه می‌شود. معمولاً با لایه‌هایی از خمیر بادام تهیه می‌شود.